# Paracuellos de Jarama
Paracuellos de Jarama ist eine spanische Gemeinde (Municipio) in der Autonomen Gemeinschaft Madrid. Sie liegt nordöstlich von Madrid nahe dem Flughafen Madrid-Barajas. Westlich des Ortszentrums fließt der Fluss Jarama.

## Geschichte
Im 12. Jahrhundert erhielt der Santiagoorden einen Gutsbesitz in Paracuellos als Kommende, der Anfang des 16. Jahrhunderts an das Haus Habsburg fiel. 1589 wurde die Kommende von Philipp II. an seinen Obersthofkämmerer Wolf Rumpf verliehen.
Während der Schlacht um Madrid zu Beginn des Spanischen Bürgerkriegs wurden an den zu Paracuellos gehörenden Uferhängen des Flüsschens Arroyo de San José in der Umgebung des heutigen Flughafens sowie im benachbarten Torrejón de Ardoz im November 1936 wahrscheinlich mehrere tausend politische Gefangene von republikanischen Milizen durch planmäßige Erschießungen ermordet. Die genaue Zahl der Toten ist unbekannt und umstritten, seriöse Schätzungen gehen von etwa 2.500 Opfern aus. Die Massaker begannen am 7. November und dauerten bis zum 4. Dezember 1936 an, die Gefangenen wurden gruppenweise mit Bussen aus den Madrider Gefängnissen in das Waldgebiet gebracht. Bei den Opfern handelte es sich um Parteigänger der aufständischen Nationalisten aus Militär und Verwaltungsapparat, katholische Geistliche und Aktivisten und andere tatsächliche oder vermutete Anhänger der nationalistischen Erhebung unter Francisco Franco bzw. Gegner der Volksfrontregierung, die nach dem Ausbruch des Bürgerkriegs in Madrid aufgespürt und gefangen gesetzt worden waren.